# Balogh Artúr
Galánthai és nebojszai Balogh Artúr (Abony, 1866. március 18. – Kolozsvár, 1951. március 4.) magyar jogász, egyetemi tanár, politikus, a Magyar Tudományos Akadémia levelező tagja.

## Élete
Középiskoláit Nagybányán és Kolozsváron végezte. Pesten szerzett jogtudományi doktori oklevelet. Németországban és Franciaországban is tanult. 1904-től a kolozsvári egyetem tanára. 1925-ben vonult nyugdíjba. Az 1926-27-i ülésszakon Kolozs megye, 1928-tól 1937-ig rövid megszakítással Udvarhely megye szenátora a román parlamentben. 1928-ban a Romániai Magyar Népliga Egyesület elnökévé választották.
Szakterülete az államjog, az alkotmányjog, de kisebbségjogi munkássága is kiemelkedő. Állambölcseleti írásaiban ahhoz a liberális politikai irányzathoz tartozott, amelynek Concha Győző előbb kolozsvári, majd pesti professzor volt a legismertebb képviselője.
Mint a politika professzora, termékeny publicista és tankönyvíró volt. Jelentősebb a két világháború között kifejtett kisebbségjogi munkássága. Francia és német nyelven is megjelent szakmunkáival e kérdésnek európai viszonylatban is egyik legkiválóbb szakembere lett.
Fiatal korában lefordította D’Annunzio A gyermek (Budapest, 1895) és Marcel Prévost Lemondás (Budapest, 1896) c. regényét; műfordításai irodalmi értékük mellett egyéniségének mondén vonásaira vetnek fényt.
Történelmi és szociológiai tanulmányai sokoldalúságát bizonyítják. Az Ellenzék, A Hét, Magyar Géniusz, Pásztortűz, Erdélyi Múzeum, Magyar Kisebbség, Keleti Újság munkatársa volt.
1940-ben Magyar Corvin-lánc kitüntetésben részesült.

## Főbb művei
- Tanulmányok az alkotmánypolitika köréből (Budapest, 1895)
- A törvényhozó hatalom (Budapest, 1899)
- A magyar államjog alaptanai (Budapest, 1901)
- Alkotmánytan (Budapest, 1903)
- Közigazgatástan (Budapest, 1903)
- Magyar közjog (Budapest, 1903)
- Jogállam (Budapest, 1914)
- Constant Benjámin és az alkotmányos állam tana (Budapest, 1915)
- Románia új alkotmánya (fordította és magyarázatokkal ellátta Balogh Artúr és Szeghő Imre, Kolozsvár, 1923)
- Les Droits des Minorités et la Défense de ces Droits en Roumanie (Genève 1925)
- Széchenyi emlékezete (Kolozsvár, 1926)
- A kisebbségek nemzetközi védelme (Berlin 1928, ugyanez németül, München 1928 és franciául, Párizs 1932)
- A székely vallási és iskolai önkormányzat (ETF 39. Kolozsvár, 1932)
- Die Erledigung der Petition der Nachkommen der ehemaligen Grenzwachtregimenter durch den Völkerbundrat (Lugos, 1932)
- L'action de la Société des Nations en matière de protection des minorités (Paris, 1937)
- A Nemzetek Szövetsége és a romániai magyar kisebbség (Lugos, 1940)
- A Nemzetek Szövetsége húsz évi működésének mérlege (Kolozsvár, 1940)
- Erdély nemzetiségi kérdései (Kolozsvár, 1943)
- Hűtlenségi per országgyűlési beszéd miatt (ETF 185. Kolozsvár, 1944)
- A jobbágyfelszabadítás egyik lelkes harcosa a reformkorban (Galánthai Balogh Jánosról, ETF 198. Kolozsvár, 1945)
- Nemzet és állam a reformkorban (Kolozsvár, 1946).

## Díjak, elismerések
- Magyar Toleranciadíj 2013.

## Lásd még
- A kisebbségi kérdés irodalma (1918-1944)